# Akodon cursor
El ratón de hierba mostrador  o  acodonte mostrador (akodon cursor), es una especie de  roedor de  América del Sur. Se lo encuentra en Brasil.